# Gastó II de Bearn
Gastó II Cèntul (circa 951 – 1012) fou vescomte de Bearn fins a 996 fins a la seua mort. Succeí al seu pare Cèntul III després de l'assassinat d'aquest últim a mans de Llop el Fort, Senyor de Serres.
Gastó va concedir la vila d'Asson a l'abadia de Lescar, l'abat era llavors García Llop, el seu germà. Gastó va ser succeït pel seu fill, aleshores menor d'edat Cèntul IV sota la regència de la seva mare.